# Powellinia marsdeni
Powellinia marsdeni là một loài bướm đêm trong họ Noctuidae.